# Room 93
| Recensione | Giudizio |
| ---------- | -------- |
| AllMusic   |          |

Room 93 è il primo EP della cantante statunitense Halsey, pubblicato il 27 ottobre 2014 dalla Astralwerks.

## Tracce
1. Is There Somewhere – 3:31 (Ashley Frangipane)
2. Ghost – 2:32 (Ashley Frangipane, Dylan Scott)
3. Hurricane – 3:03 (Ashley Frangipane, Tim Anderson)
4. Empty Gold – 4:18 (Ashley Frangipane, Chris Braide, Dylan Scott, Christian Medice)
5. Trouble (Stripped) – 3:34 (Ashley Frangipane, Chris Braide)

Room 39: Remixes
1. Hurricane (Arty Remix) – 3:44 (Ashley Frangipane, Dylan Scott)
2. Ghost (Lost Kings Remix) – 3:09 (Ashley Frangipane, Dylan Scott)
3. Trouble (Sander Kleinenberg Remix) – 3:05 (Ashley Frangipane, Chris Braide)

## Classifiche
| Classifica (2014) | Posizione massima |
| ----------------- | ----------------- |
| Stati Uniti       | 159               |